# Slesarev Svyatogor

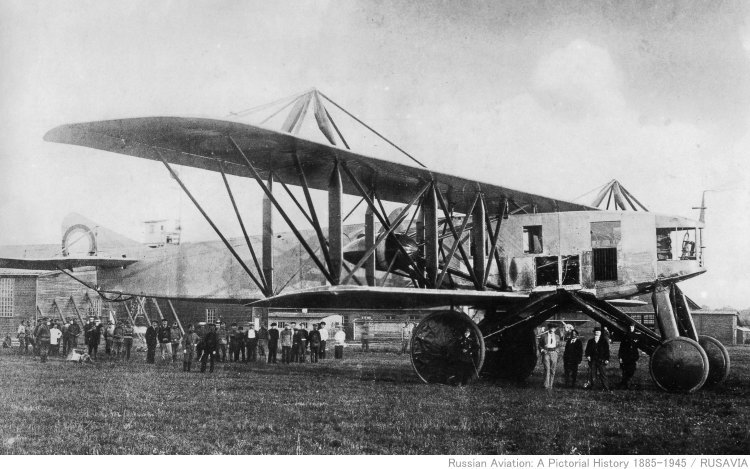
Le Svyatogor.

Le Svyatogor ou Sviatogor (en russe : Святого́р) est un imposant avion expérimental russe construit par Vasily Slesarev en 1916. L'avion est nommé d'après le héros mythologique Sviatogor.
Ce  grand biplan en bois, aux ailes et au fuselage recouverts de tissu était propulsé par deux hélices de six mètres de diamètre.
Le projet n'a cependant pas reçu de financement suffisant malgré l'arrivée de la Première Guerre mondiale et le prototype ne vola jamais, étant abandonné à la mort de Slesarev en 1921.